# 赤道幾內亞航空 (1986年)
赤道幾內亞航空（西班牙语：Ecuato Guineana de Aviación-EGA）是赤道幾內亞的一家航空公司。成立於1986年，曾经是赤道幾內亞的國家航空公司，提供客運和貨運服務往西非国家。樞紐機場是馬拉博機場。

## 代號資料
- IATA代號: 8Y
- ICAO代號: ECV [1]
- 呼號: ECUATOGUINEA

## 目的地
赤道幾內亞(航空公司)有以下目的地（2005年1月）：
- 赤道幾內亞
  - 馬拉博
  - 巴塔
- 加蓬
  - 利伯維爾
- 喀麥隆
  - 杜阿拉

## 機隊
在2007年3月，赤道幾內亞（航空公司）有以下機隊：
- 1 安東諾夫An-24RV

## 備註
1. 1 2 3  國際飛行2007年4月3日